# Le Parfait
Pour les articles homonymes, voir Parfait.
Le Parfait est une marque de bocaux en verre, créée au début des années 1930 à Reims, par les ateliers des Verreries Mécaniques Champenoises, à une époque où la conserve en verre était une pratique très répandue. Durant toute la première moitié du 20e siècle, les ménagères sont incitées à faire des conserves. La confection de bocaux était durant les deux guerres mondiales un devoir national encouragé par les autorités et des cours sont organisés dans les communes. À l'époque, ses concurrents avaient pour nom « Le Meilleur » ou encore « Le Pratique ».

## Historique
Dans les années 1930, le marché est très disputé entre les concurrents : « Le Meilleur », « Le Pratique », « Triumph »… à une période où les ménages, peu équipés en réfrigérateurs, adoptent massivement la pratique de la conserve familiale, aussi bien pour les fruits et légumes que pour les viandes et plats cuisinés. Malgré cette forte concurrence, Le Parfait a traversé les âges grâce à un engouement toujours plus fort de la part des consommateurs, en effet l’efficacité et l’esthétisme des produits associés aux valeurs de l’entreprise en ont fait la marque d’emballage préféré des Français[réf. nécessaire].
En 2004, la marque revient à l'entreprise Owens Illinois Sales and Distribution (Villeurbanne).
Quelque 20 millions d'unités sont ainsi sorties de l'usine auvergnate de Puy-Guillaume (Puy-de-Dôme) en 2017. En 2021, ce sont plus de 90 millions de bocaux et accessoires vendus[réf. nécessaire].
Le 31 décembre 2021, Berlin Packaging, le plus grand fournisseur au monde de récipients en verre, plastique, métal et fermetures, rachète la marque Le Parfait à O-I avec la volonté de conserver tout le savoir-faire de la marque en France et plus précisément dans le Puy-de-Dôme (verrerie) et l'Allier (assemblage).

## Fonction
Ces bocaux ont pour fonction intrinsèque la conservation des aliments. La technique de conservation est celle du traitement thermique ou d’appertisation (du nom de son créateur : Nicolas Appert). Leur composition en verre permet d’être parfaitement étanche, de préserver toutes les saveurs et propriétés des aliments en étant eux-mêmes neutres en goût.

## Description
Ces récipients sont entièrement en verre blanc, composés d'un bocal transparent à col et d'un couvercle en verre assujettis ensemble par deux montures, une charnière et une grenouillère en inox ou fil de fer galvanisé qui provoque le serrage d'un joint en caoutchouc naturel.

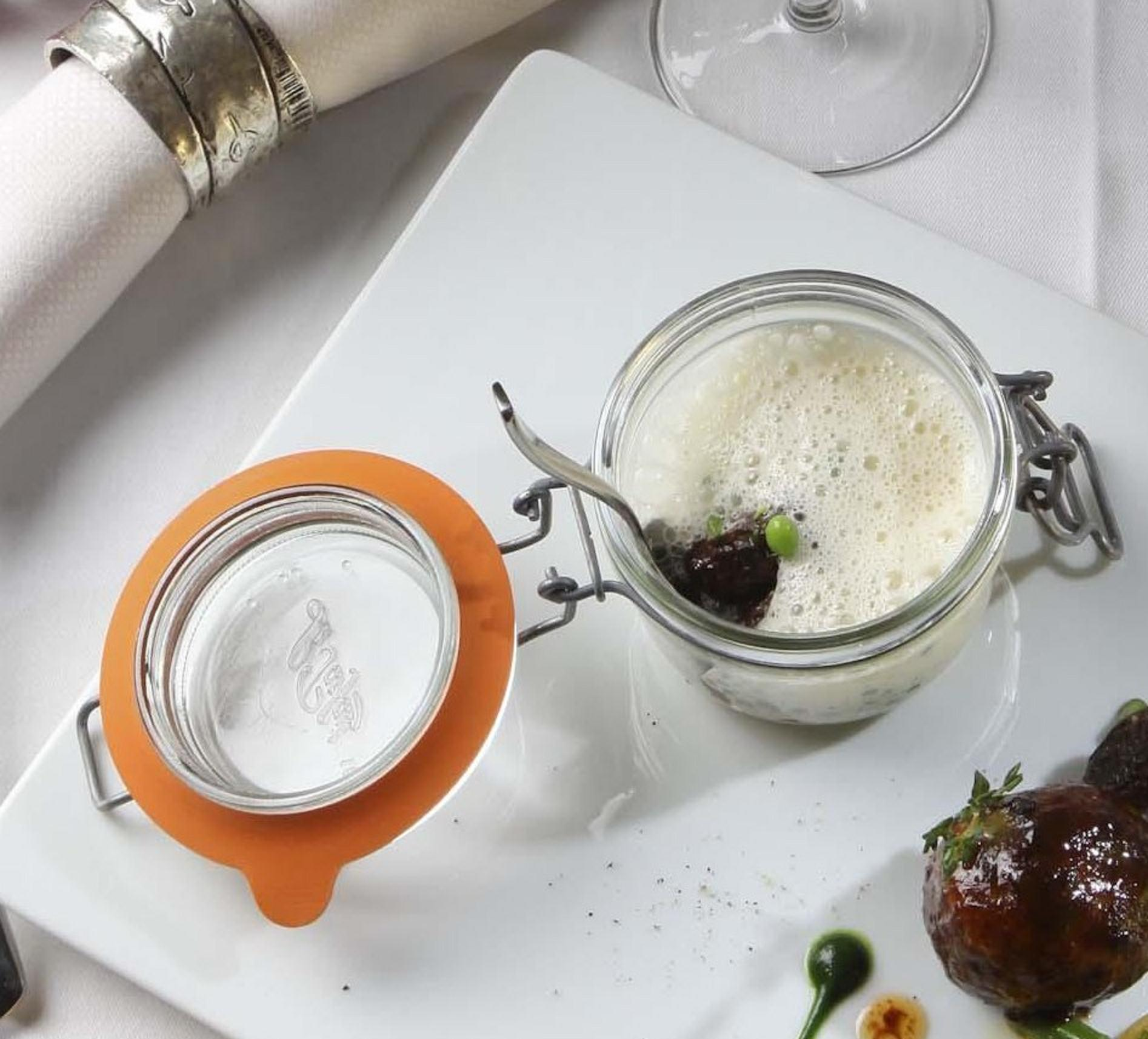
Verrine dans un bocal à l'Hôtel de la Paix de Genève

Le Parfait a créé une gamme de bocaux, terrines, confituriers, stérilisateurs tous disponibles dans différents formats, ainsi que des accessoires.
Le joint est une rondelle en caoutchouc orange avec une languette qui est comprimée entre le col du bocal et le couvercle, il s'utilise avec la gamme Le Parfait Super. Le dispositif en fil de fer qui fait le verrouillage peut être démonté facilement mais n'est pas détaillé par le fabricant. Il est conseillé de changer la rondelle systématiquement, elle peut aussi être remplacée sans démontage et à peu de frais. Il en est de même pour les capsules qui s'utilisent avec la gamme Le Parfait Familia Wiss.

## Utilisation
Les aliments à conserver sont placés dans le bocal dans un jus, le couvercle est fermé, puis le bocal est plongé dans un bain-marie bouillant. La chaleur stérilise le produit et permet de faire le vide, ce qui assure sa conservation. On peut également utiliser les bocaux à joint caoutchouc Le Parfait pour réaliser des lacto-fermentations variées. Ainsi, le CO2 produit par la lacto-fermentation s'échappe par le joint, mais l'air ne peut entrer.
Dans une vidéo présenté par David Attenborough sur le projet de conservation international de graine millénium seed bank, on peut observer que certaines de ces graines sont stockés dans des bocaux le Parfait.

### Galerie

Quelques produits Le Parfait
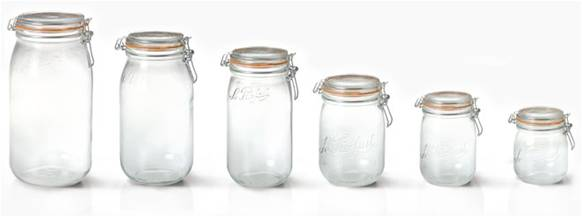
Bocaux Le Parfait Super.
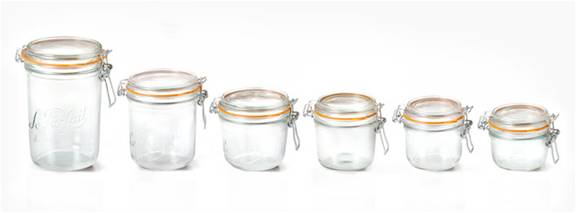
Terrines Le Parfait.
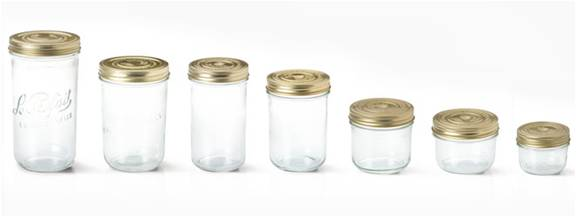
Terrines Le Parfait Familia Wiss.
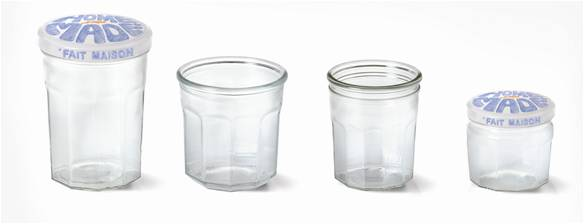
Confituriers Le Parfait.
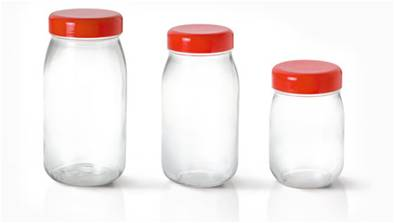
Bocaux à vis Le Parfait.